# Juicy Wiggle
Juice Wiggle è un singolo del cantante, cantautore Redfoo del 2015.

## Video
Il video ufficiale è stato distribuito su YouTube il 16 marzo 2015.